# .458 Winchester Magnum
.458 Winchester Magnum — мисливський гвинтівковий набій великої потужності, що був створений та запущений у виробництво у 1956 році компанією Winchester та спочатку призначався для використання у гвинтівці Winchester Model 70 African rifle. Він був створений як конкурент патронам .450 Nitro Express та .470 Nitro Express для великокаліберних англійських штуцерів. .458 Winchester Magnum залишається досьогодні одним із найпопулярніших набоїв для полювання на небезпечних звірів. Більшість великих виробників зброї пропонують різноманітні набої для гвинтівок цього калібру.

## Історія
.458 Winchester Magnum був розроблений для полювання на великих тварин та повинен був відтворювати характеристики потужних англійських штуцерних патронів, але для гвинтівок із ковзним затвором. Використання гвинтівок із ковзним затвором є дешевшою альтернативою двоствольним великокаліберним штуцерам, патрони для них також дешевші. .458 Winchester Magnum швидко став популярним після того, як почав використовуватися у полюванні. Незабаром єгері, працівники природоохоронних відомств та також професійні мисливці перейшли на .458 Winchester Magnum як службову гвинтівку. Набій став стандартним для африканських полювань на малих дистанціях.Починаючи з 1970 року стали виявлятися деякі проблеми із патроном. Winchester використовувала пресований гранульований порох для .458 Winchester Magnum. Через злипання гранул пороху та нерівномірне горіння характеристики набою почали викликати сумніви. У той час, як Winchester розглядала можливості розв'язання цієї проблеми, клеймо приклеїлося до набою, та його придатність для небезпечних полювань була під питанням. Незважаючи на це, .458 Winchester Magnum залишається стандартом серед набоїв для полювання на великих тварин. Останнім часом інші патрони калібрів .458 та .416 отримали широке визнання, але .458 Winchester Magnum залишається королем африканського сафарі, хоча деякі мисливці віддають перевагу дорожчим та потужнішим патронам, виробленим ексклюзивними зброярами та елітними компаніями, такими як Holland & Holland.

## Характеристики набою
.458 Winchester Magnum був розроблений із самого початку, щоб відтворити характеристики набоїв .450 Nitro Express та .470 Nitro Express, які були найбільш поширеними серед мисливців, що полювали в Африці. .450 Nitro Express спроможний надати кулі вагою 480 гран (31.1 г) швидкість 2,150 фут/с (655 м/с) (зі стволом 28 дюймів (711 мм)) тоді як .470 Nitro Express надає кулі вагою 500 гран (32.4 г) швидкість 2,125 фут/с (648 м/с) (зі стволом 31 дюйм (787 мм)). 458 Winchester Magnum надає кулі вагою 510 гран (33.0 г) швидкість 2,150 фут/с (655 м/с) (зі стволом 26 дюймів (660 мм)).
Креслення .458 Winchester Magnum згідно із SAAMI (розміри у дюймах та міліметрах).
Гільза .458 Winchester Magnum's була розроблена на основі .375 H&H, яка була скорочена до 2.5 дюймів (63,5 мм). Конусність гільзи була зменшена для застосування куль калібру .458 дюйма (11.63 мм). Патрон залишається найбільшим серед родини магнум набоїв стандартної довжини розроблених компанією Winchester, що також включає застарілий .264 Winchester Magnum та популярний .338 Winchester Magnum.SAAMI рекомендує використовувати стволи із 6 нарізами та кроком нарізів 1:14, діаметр ствола по вершинах нарізів 0,450 дюйма (11,43 мм), по дну нарізів — 0,458 дюйма (11,63 мм), кожен наріз являє собою дугу довжиною 0,15 дюйма (3,81 мм). Об'єм гільзи дещо відрізняється у різних виробників, типовий об'єм гільз, виготовлених Winchester є 6,17 см3. Максимальний рекомендований SAAMI тиск 53,000 c.u.p., тоді як CIP обмежує максимальний тиск у 4 300 бар (62 000 psi).

## Балістичні характеристики
Початковою ціллю розробників було створення набою, який міг би надавати кулі вагою 510 гран (33 г) швидкість 2150 фут/с (660 м/с) стріляючи із гвинтівки з довжиною ствола 26 дюймів (660 мм). Winchester досягла та перевершила ці вимоги, створивши .458 Magnum..458 Winchester Magnum споряджений кулями вагою 500 гран (32 г) забезпечує достатню зупиняючу дію для полювання на великих тварин, включно їз слоном. Через відносно коротку гільзу використання довгих куль із низьким співвідношенням маси до довжини зменшує об'єм, відведений для пороху та призводить до зменшення швидкості кулі та зниження характеристик патрона.

## Спортивне використання
.458 Winchester Magnum був розроблений для використання проти важких товстошкірих африканських мисливських видів тварин, таких як слон, носоріг і африканський буйвіл. Виняткова велика щільність перетину 500 гр (32 г) кулі в поєднанні з дульною швидкістю 1,950-2,250 футів/с (590—690 м/с) забезпечує надійне ураження цих тварин. Гвинтівки, вироблені для цього патрона зазвичай мають вагу менше 11 фунтів (5,0 кг). Поєднання цих факторів допомогли 0.458 Winchester Magnum стати найпопулярнішим мисливським патроном на африканському континенті.На відміну від більш потужного .460 Weatherby 0.458 Winchester Magnum не вважається занадто потужним для великих котячих, таких як лев або леопард. Проте, вибір кулі має важливе значення для полювання на цих звірів, оскільки вони не є товстошкірими та маса навіть найбільших з них — левів — не перевищує 500 фунтів (230 кг). Ці види вимагають для полювання спеціальних куль, що швидко розкриваються при попаданні, наприклад A-Square's Lion load.У той час як .458 Winchester Magnum вважається занадто потужним для північноамериканських видів полювання, він знайшов застосування для полювання на великих ведмедів, таких як білий та бурий ведмідь та американський бізон. Деякі туристичні гіди на Алясці та в Канаді мають гвинтівки у цьому калібрі для захисту себе та своїх клієнтів. Однак найбільш поширений у цій якості патрон .338 Winchester Magnum. Оскільки майже всі небезпечні полювання ведуться на коротких дистанціях та більшість пострілів робиться на відстанях до 60 ярдів (55 м), то 0.458 не був розроблений як мисливський патрон великої дальності. Його ефективна дальність для ураження великих тварин є меншою, ніж 110 ярдів (100 м).

## Варіанти спорядження

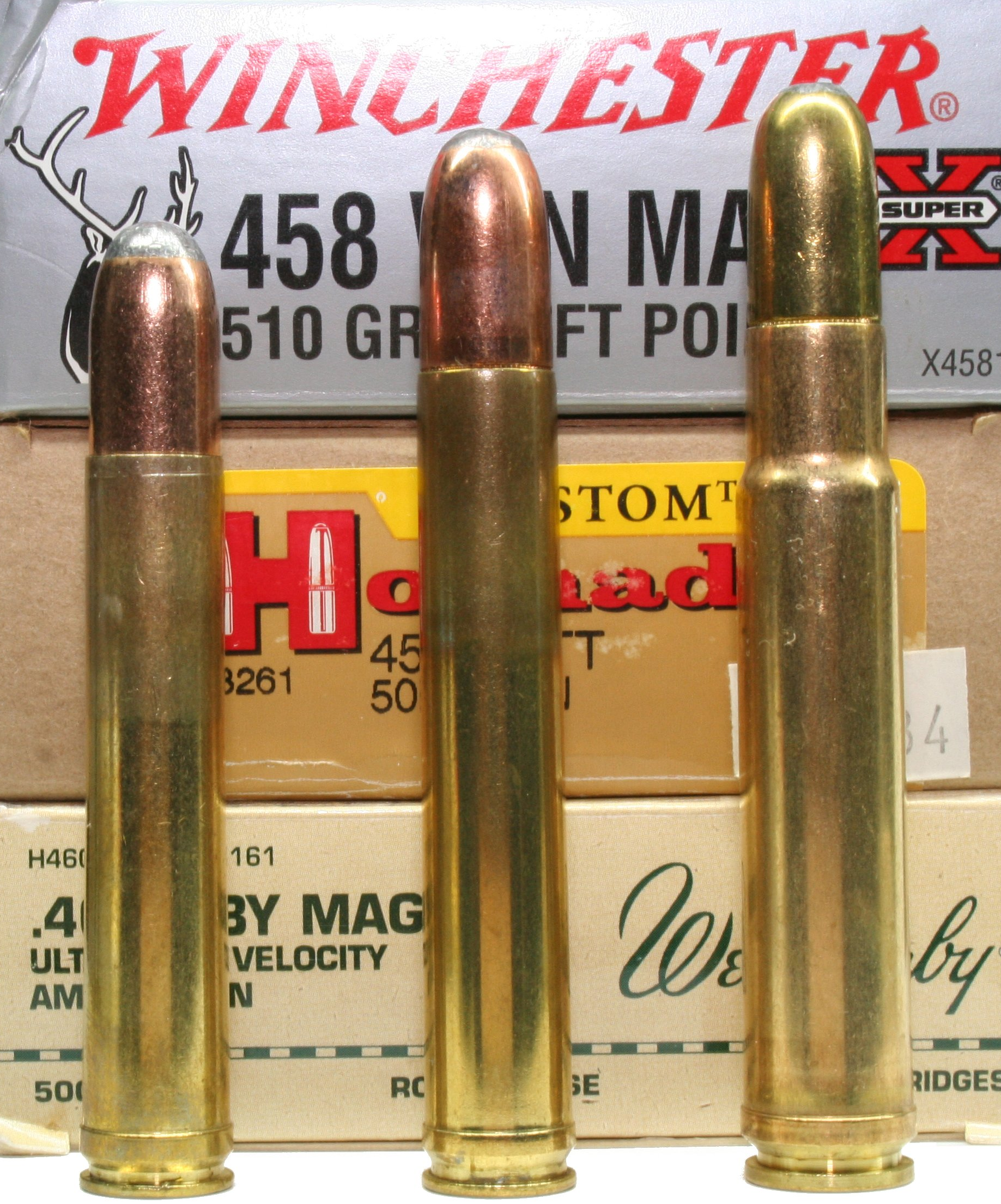
Зліва направо .458 Win. Mag., .458 Lott та .460 Wby. Mag.

Оскільки 0.458 Winchester Magnum був створений як патрон для полювання на великих тварин, майже всі боєприпаси виготовлені для нього призначені для цих видів дичини. Кулі, використовувані у .458 Winchester Magnum зазвичай мають вагу 450—510 гран (29 — 33 г). Багато компаній продають гвинтівки цього калібру, включно із Winchester Model 70, яка використовувалась Клінтом Іствудом у фільмі Брудний Гаррі. Набої .458 Win дорожчі за популярні .30-06, що робить самостійне спорядження вигідною справою. Дорожчий за патрони для полювання на оленів, the .458 Winchester Magnum є значно дешевшим у порівнянні зі своїми конкурентами. Багато десятиліть .458 Winchester Magnum залишається найпопулярнішим патроном серед професійних мисливців на великих африканських звірів завдяки своїм характеристикам, ціні та доступності. Коли англійські зброярські компанії, такі як Kynoch, почали закриватися у 1960-х роках, Winchester та .458 Winchester Magnum заповнили нішу, що утворилася. Відбій заводських патронів становить близько 70 фут-фунтів. Самостійним спорядженням патронів можна досягти більш комфортного для стрільби відбою, наприклад використовуючи свинцеві кулі вагою 300 гран (19 г) зі швидкістю 1282 фут/с (391 м/с). Цей варіант спорядження повністю копіює набій .45/70 як по потужності, так і по відбою.:
| Патрон | Куля                           | Дульна швидкість      | Дульна енергія                    | Дистанція пристрілки            | Примітки           |
| Winchester X4581 | Winchester 510 гр (33 г) SP    | 2 040 фут/с (620 м/с) | 4 712 фут⋅фунтс (6 389 Дж)        | 195 ярд (178 м)/167 ярд (153 м) | Виробництво триває |
| Winchester S458WSLSP | Nosler 500 гр (32 г) Partition | 2 240 фут/с (680 м/с) | 5 570 фут⋅фунтс (7 550 Дж)        | 218 ярд (199 м)/185 ярд (169 м) | Виробництво триває |
| Winchester S458WSLS | Nosler 500 гр (32 г) Solid     | 2 240 фут/с (680 м/с) | 5 570 фут⋅фунтс (7 550 Дж)        | 213 ярд (195 м)/181 ярд (166 м) | Виробництво триває |
| Federal P458T1 | TBBC 400 гр (26 г) SP          | 2 250 фут/с (690 м/с) | 4 496 фут⋅фунтс (6 096 Дж)        | 212 ярд (194 м)/180 ярд (160 м) | Виробництво триває |
| Federal P458T2 | TBBC 500 гр (32 г) SP          | 2 090 фут/с (640 м/с) | 4 849 фут⋅фунтс (6 574 Дж)        | 206 ярд (188 м)/175 ярд (160 м) | Виробництво триває |
| Federal P458T3 | TBSS 500 гр (32 г) Solid       | 1 950 фут/с (590 м/с) | \|194 ярд (177 м)/165 ярд (151 м) | Виробництво триває              |                    |
| Federal P458D | Barnes 500 гр (32 г) TSX       | 2 050 фут/с (620 м/с) | 4 665 фут⋅фунтс (6 325 Дж)        | 206 ярд (188 м)/175 ярд (160 м) | Виробництво триває |
| Federal P458E | Barnes 500 гр (32 г) BS        | 2 050 фут/с (620 м/с) | 4 665 фут⋅фунтс (6 325 Дж)        | 205 ярд (187 м)/174 ярд (159 м) | Виробництво триває |
| Federal P458SA | Swift 500 гр (32 г) A Frame    | 2 090 фут/с (640 м/с) | 4 849 фут⋅фунтс (6 574 Дж)        | 207 ярд (189 м)/176 ярд (161 м) | Виробництво триває |
| Norma 20111102 | Barnes 500 гр (32 г) BS        | 2 067 фут/с (630 м/с) | 4 745 фут⋅фунтс (6 433 Дж)        | 207 ярд (189 м)/176 ярд (161 м) | Виробництво триває |
| Norma 20111202 | Swift 500 гр (32 г) A Frame    | 2 116 фут/с (645 м/с) | 4 972 фут⋅фунтс (6 741 Дж)        | 209 ярд (191 м)/178 ярд (163 м) | Виробництво триває |
| Характеристики згідно із відповідним виробником. Дистанція пристрілки згідно з of Big Game Info.[10] Температура: 59 °F (15 °C) Висота над рівнем моря: 1 000 фут (300 м) |                                |                       |                                   |                                 |                    |

## Критика
.458 Winchester Magnum неодноразово критикувався за його більш ніж 50-річну історію. До кінця 1960-х років професійні мисливці, такі як Джек Лотт та інші, мали сумніви щодо надійності .458 Winchester Magnum, зокрема боєприпасів вироблених компанією Вінчестер.Вінчестер споряджав патрони гранульованим порохом, що вимагав стиснення, для того, щоб його увійшло достатня кількість у досить коротку гільзу в .458 Winchester Magnum, щоб забезпечити необхідну потужність. З часом, однак, стиснений пороховий заряд «спікається», що викликає нестійке горіння і низький рівень продуктивності. У 1970-х Winchester розв'язала цю проблему, почавши споряджувати патрони незлежуваним порохом.